# Verdun (Ariège)
Verdun is een gemeente in het Franse departement Ariège (regio Occitanie) en telt 220 inwoners (2004). De plaats maakt deel uit van het arrondissement Foix.

## Geografie
De oppervlakte van Verdun bedraagt 11,8 km², de bevolkingsdichtheid is 18,6 inwoners per km².

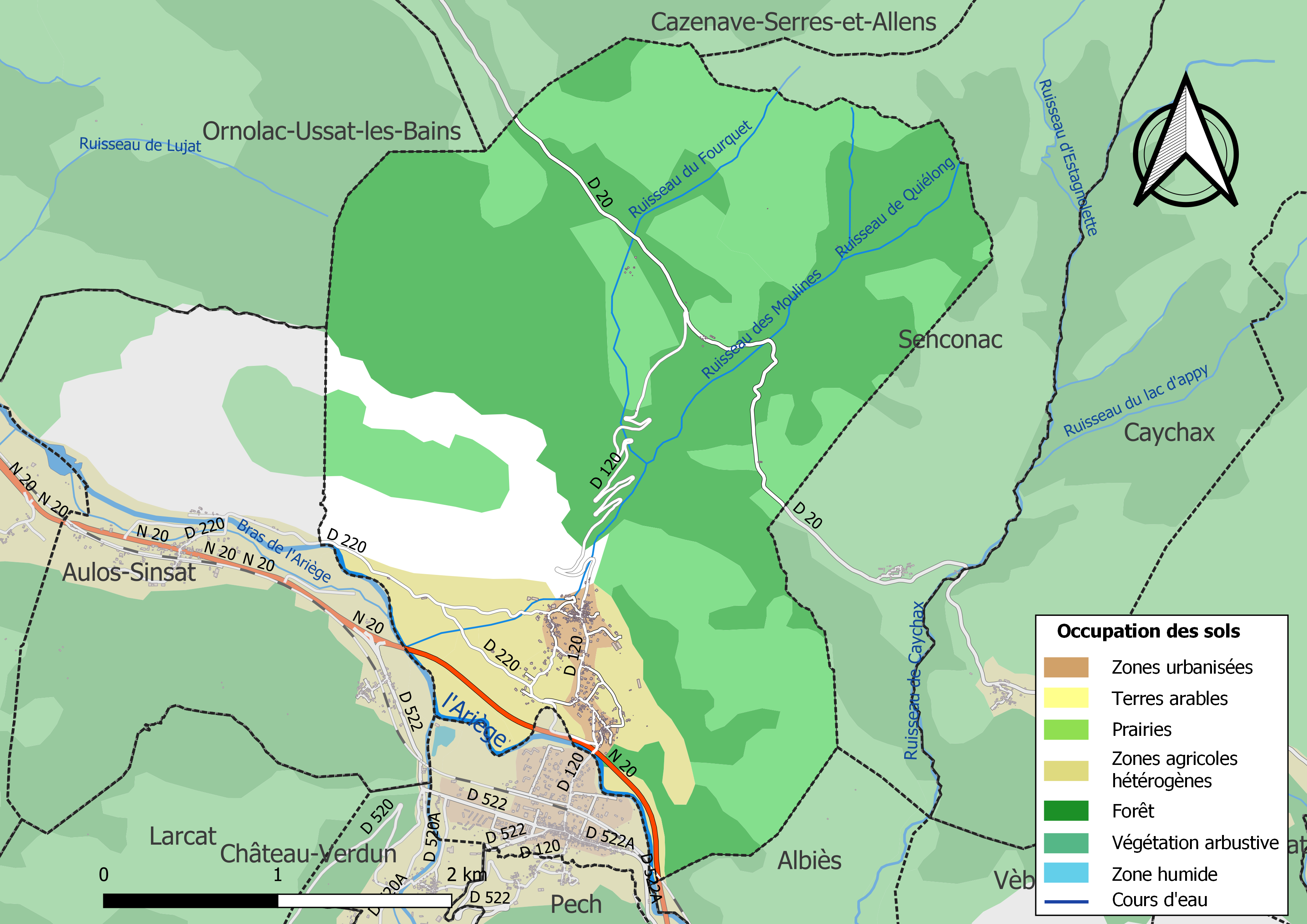
Kaart van de gemeente met de belangrijkste infrastructuur, bodemgebruik en omliggende gemeenten

## Demografie
Onderstaande figuur toont het verloop van het inwonertal (bron: INSEE-tellingen).

Vanwege een beveiligingsprobleem met de MediaWiki Graph-software is het momenteel niet mogelijk deze grafiek weer te geven. Zodra de software is bijgewerkt zal de grafiek vanzelf weer zichtbaar worden.

## Historisch
- In 987 schonken graaf Roger van Carcassonne en gravin Adelaïs hun landgoed in Verdun aan de abdij van Saint-Volusion in Foix. De heerlijkheid van Foix had het grafelijk koppel veroverd en de daar gesitueerde abdij kreeg talrijke schenkingen. Verdun behoorde verder aan het graafschap Foix in de middeleeuwen[2]. Pas in 1793 werd het dorp Verdun afgescheiden van Château-Verdun, het kasteeldomein van de heren van Verdun dat bestaan heeft tot de Franse Revolutie[3].
- In 1875 vernielde een grote modderstroom het dorp, met meer dan 90 doden tot gevolg. Er volgden bouwwerken aan de bergrivieren.